# Saský dům
Saský dům čp. 55/III, či dům U Šteiniců, původně též Vlašský dvorec, je původně gotický palác ze 2. poloviny 14. století, později renesančně a klasicistně upravovaný, tvořící blok mezi Mosteckou ulicí č. 3, Lázeňskou a Saskou ulicí na Malé Straně, Praha 1, v těsném sousedství Malostranské mostecké věže, Karlova mostu a kostela Panny Marie pod řetězem. Od roku 1964 je kulturní památkou.

## Dějiny budovy

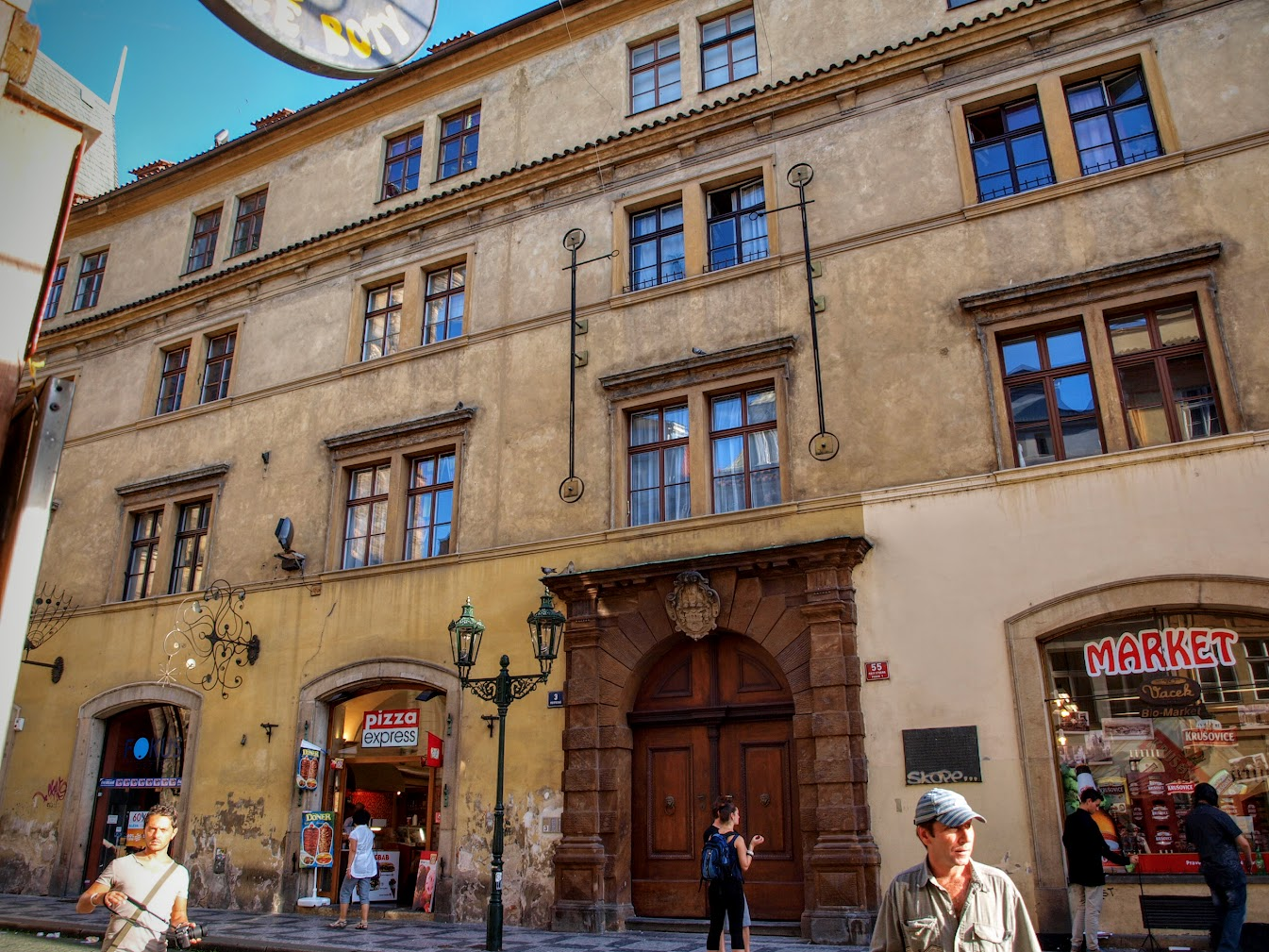
Saský dům s renesančním portálem

Saský dům spojuje prvky gotické, renesanční a klasicistní architektury a je jedním z nejstarších domů palácového typu v Praze. V místě, kde dnes stojí Saský dům stával celý komplex několika domů, zvaný Saský dvůr. Název získal podle svých prvních majitelů, saských vévodů, z nichž Rudolfovi I. je roku 1348 jako dědičný majetek daroval císař Karel IV. Sasové dům vlastnili do roku 1409.
Z původně gotického areálu se zachovaly sklepy a zdivo v přízemí s výběhy lomených arkádových oblouků, které byly zaznamenány při stavebně historickém průzkumu. V létě roku 1503 dům zachvátil požár, který zničil dalších šest desítek okolních domů. Obnova v renesančním slohu byla zahájena až za vlastnictví Trčků z Lípy v roce 1592, jejím autorem je snad J. C. de Bossi. Při této přestavbě přibyla další patra, byly zazděny arkády v přízemí a vytvořen renesanční portál, který jako jediná připomínka tohoto období zůstal dodnes, po přestavbě objektu v letech 1826–1828, kdy dům získal svou dnešní klasicistní podobu.
V průběhu 19. století v domě sídlil hostinec a kavárna majitele Steinitze, kde se scházely osobnosti českého národního života. Podle majitele V. Steinitze nese budova svůj druhý název „U Steinitzů“ (či U Štejniců apod.). V letech 1898–1932 zde pak provozoval knihkupectví a papírnictví první český filmový herec a kabaretiér, Josef Šváb-Malostranský, po jeho smrti obchod převzal jeho syn Karel Šváb popravený v roce 1942 nacisty.

## Současnost
V současné době jsou v domě byty a sídlí v něm maloobchody a živnosti (cestovní kancelář, potraviny, optik).